# Kurski
Kurski (en rus Курский) és un khútor de la República d'Adiguèsia, a Rússia. És a 26 km al sud-est de Guiaguínskaia i a 28 km al nord-est de Maikop. Pertany al municipi de Serguíevskoie.